# Centrale Bersimis-1
Il existe deux centrales Bersimis : Bersimis-1 et Bersimis-2.
La centrale Bersimis-1 désigne un barrage et une centrale hydroélectrique construits par Hydro-Québec sur la rivière Betsiamites, à Lac-au-Brochet, 84 km au nord de Forestville, au Québec. Les travaux d'aménagement ont débuté en 1953 et la centrale, une puissance installée initiale de 912 mégawatts, a été mise en service en 1956.
Cette centrale est la première à être construite par Hydro-Québec et constitue un tournant dans l'histoire de l'électricité au Québec, ouvrant la voie à la prise de contrôle de tous les services publics privés du Québec par la société d'État en 1963. En 1959, une deuxième centrale, Bersimis-2, est mise en service à une trentaine de kilomètres en aval de Bersimis-1. 
Grâce à des travaux d'entretien, à une mise à jour majeure dans les années 1990 et au détournement de rivières dans les années 2000, la puissance installée de la centrale a été augmentée au fil du temps à son niveau actuel de 1 178 mégawatts.
Dotée d'une chute impressionnante de 266,7 mètres, la centrale Bersimis-1 se distingue en tant que installation hydroélectrique possédant la plus haute chute d'eau au Québec et une des plus haute au monde.

## Géographie
La rivière Betsiamites, également connue sous le nom de Bersimis, est située à mi-chemin entre les rivières Saguenay et aux Outardes, sur la rive nord du fleuve Saint-Laurent, 300 km en aval de la ville de Québec. La région est peu peuplée, à l'exception de la réserve innue de Betsiamites, située à l'embouchure de la rivière.

### Étymologie
Le mot Betsiamites ou Pessamit est d'origine innue et signifie « L'endroit où les lamproies se réunissent ».
L'appellation Bersimis n'était pas utilisée par les Innus, les Français ou les Canadiens, étant plutôt introduite dans les relevés hydrographiques du fleuve Saint-Laurent réalisés par l'amiral britannique Henry Wolsey Bayfield en 1837. La Compagnie de la Baie d'Hudson utilise le même mot lorsqu'elle y établit un comptoir en 1855, tout comme le bureau de poste, ouvert en  1863. 
Après deux décennies d'efforts, les résidents et le gouvernement du Québec réussissent en 1919 à convaincre le gouvernement fédéral d'adopter Betsiamites. Mais l'usage administratif de l'appellation Bersimis dure pendant des décennies et Hydro-Québec l'a utilisé dans les années 1950 pour nommer ses installations dans la région.

### Faune et flore
Ce territoire fait partie de l'écorégion des Laurentides centrales de l'écozone du Bouclier boréal. L'arrière-pays est boisé et dominé par des essences résineuses, comme l'épinette noire (Picea mariana), le sapin baumier (Abies balsamea) et l'épinette blanche (Picea glauca),.
En 1937, le gouvernement du Québec accorde une concession forestière à l'Anglo-Canadian Pulp & Paper Co. afin d'alimenter son usine de Forestville, sur la côte. On décrit la zone comme « un véritable paradis pour les sportifs; on y trouve en abondance du poisson, l'orignal, l'ours et nombre d'autres animaux sauvages ».

### Aménagement hydroélectrique

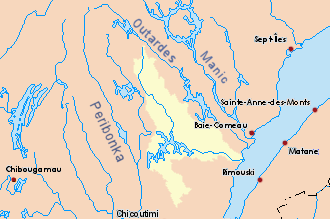
Le bassin versant de la rivière Betsiamites.

D'un point de vue technique, la rivière est bien adaptée au développement de l'hydroélectricité. La différence de niveau de 373 m sur une distance de 160 km entre le lac Pipmuacan et l'embouchure, dont une série de chutes et de rapides avec une dénivellation de 213 m sur une distance de 30 kilomètres constitue un attrait majeur pour les ingénieurs. 
Le site est idéal à un autre titre, puisque le débit de la rivière peut être contrôlé très facilement à la sortie du lac Cassé. En plus, il était également possible de développer un deuxième site, à environ 30 km en aval du premier, afin de profiter d'une autre dénivellation de 113 m. Le deuxième site, connu sous le nom de Bersimis-2, a été développé entre 1956 et 1959.

## Contexte
Le boom de l'après-guerre crée une augmentation sans précédent de la demande d'électricité au Québec. Les gestionnaires d'Hydro-Québec et des autres compagnies d'électricité de la province tentent par tous les moyens d'augmenter la production hydroélectrique afin de satisfaire la croissance des besoins. Dans la région montréalaise, le principal territoire alors desservi par Hydro-Québec, l'ajout de 12 groupes à la centrale de Beauharnois ne suffirait pas à répondre à l'augmentation de la demande à compter de 1956. D'autres projets, comme l'aménagement des rapides de Lachine ou la construction de la centrale de Carillon sont à l'étude, mais comportent leurs lots de désavantages.
Au Saguenay, Alcan aimerait accroître la productivité de ses usines hydroélectriques en détournant des cours d'eau vers le lac Saint-Jean. Elle demande au gouvernement l'autorisation de détourner la rivière vers la rivière Péribonka et le lac Saint-Jean. Le premier ministre Duplessis rejette cette demande en mars 1950, expliquant « qu'il faut laisser, autant que possible, à chaque région le bénéfice de ses ressources naturelles ».
De son côté, la plus grande compagnie d'électricité privée, la Shawinigan Water and Power Company (SWP), faisait face au même problème. Bien qu'elle ait ajouté des groupes à ses centrales de Rapide-Blanc et de La Tuque et construit deux nouvelles centrales, Shawinigan-3 (184 mégawatts) en 1949 et Trenche (300 mégawatts) en 1953, les dirigeants de l'entreprise étaient désireux de convaincre le gouvernement de leur accorder de nouvelles concessions hydrauliques sur des rivières qui n'étaient pas encore aménagées.
SWP a dans sa mire les prometteuses rivières de la Côte-Nord. En 1948, sa filiale d'ingénierie, Shawinigan Engineering, réalise la reconnaissance des rivières de la Côte-Nord et amorce secrètement les études d'avant-projet en vue de la construction d'une centrale d'un million de horsepower (746 mégawatts) sur la rivière Betsiamites. Selon les calculs préliminaires, le développement du site coûterait 125 dollars par horsepower (ce qui équivaut à environ 168 $/kW), un coût suffisamment bas pour compenser les coûts additionnels des lignes électriques de 600 km qui relieraient la centrale aux grandes villes du Québec.
Mais le gouvernement du Québec en décide autrement. La Commission des eaux courantes de Québec envoie une mission sur la rivière au cours de l'été 1951 pour en faire le profil et établir la topographie détaillée des principaux emplacements de barrage. La direction de la Shawinigan apprend en septembre 1951 que le gouvernement confiera le développement de la rivière à la Commission hydroélectrique. La Shawinigan sera cependant compensée financièrement pour les travaux préliminaires qu'elle cède au nouveau promoteur. La concession hydraulique est formellement accordée à la société d'État par décret le 20 mars 1952.
Selon Claude Bellavance, un historien économique qui a consacré un ouvrage à la formation et au déclin de la SWP, cette décision du gouvernement Duplessis aura des conséquences majeures sur l'avenir de l'entreprise, qui sera rachetée et intégrée au sein d'Hydro-Québec en 1963. Avec le recul, écrit Bellavance, cette décision représente « une étape décisive du processus de réappropriation par l'État de ce champ d'intervention privilégié de l'activité économique » qui a fait en sorte « qu'Hydro-Québec devienne le principal, sinon l'unique maître d'œuvre » du développement hydroélectrique au Québec.

## Construction
Les travaux préliminaires commencent dès 1952. La première étape consiste à construire des infrastructures pour fournir 500 000 tonnes de matériel, de vivres et de fournitures pour les 5 000 travailleurs que comptera le chantier. 
Des travaux ont lieu à Forestville, point de départ d'un réseau de 230 km de routes qui devront être construites dans l'arrière-pays afin d'atteindre les différents chantiers. Le premier chemin de pénétration vers le site du chantier est ouvert par une équipe de 150 hommes de l'Anglo Canadian Paper Company à l'automne 1952. La route à deux voies qui relie Forestville à Labrieville est maintenant intégrée du réseau routier québécois. Elle est maintenant connue sous le nom de route 385.
Toutes les marchandises, des friandises au ciment, seront transportées à Forestville par bateau, puis déchargées au quai d'Hydro-Québec pour être transbordées dans des camions qui les livreront au chantier. Les travaux de construction d'un quai, d'entrepôts, d'un silo à ciment, d'ateliers et de garages sont menés au printemps 1953 et les installations de Forestville accueillent leurs premières cargaisons dès l'été.  

### Labrieville
Avant même de commencer la construction du barrage et de la centrale électrique, un approvisionnement stable en électricité était nécessaire à la bonne marche des travaux. Hydro-Québec a construit une centrale hydroélectrique temporaire à proximité du lac Cassé entre novembre 1952 et juillet 1953. La centrale de 15 000 chevaux-vapeur (environ 12 mégawatts) a alimenté les chantiers de construction et des camps de travailleurs. L'équipement utilisé pour construire la centrale temporaire provenait de la centrale de Saint-Timothée, une petite centrale acquise lors de la nationalisation de la Montreal Light, Heat and Power pour être démantelée en 1949,.
La construction de Labrieville, un village nommé en l'honneur de Napoléon-Alexandre Labrie, évêque-fondateur du Diocèse du golfe Saint-Laurent, a commencé en juin 1953. Outre les baraquements temporaires réservés aux ouvriers du chantier, une école comportant huit salles de classe, une église de 400 places, une auberge, un centre administratif et commercial et 117 maisons ont été construites. Le premier locataire a pris possession d'un logement le 16 novembre 1953 et le village a été achevé en 1955.
Décrit par un contemporain comme « un véritable joyau enchâssé dans la rugosité d'un pays inculte », le village était situé dans la vallée de la Betsiamites, à une courte distance de la centrale électrique. Dans un article publié dans le Canadian Geographical Journal  en 1960, W.J.W. McNaughton ajoute que Labrieville est une « gentille petite ville, avec ses parterres dont le vert brillant contraste vivement avec l'austérité impressionnante du paysage environnant ». Les progrès technologiques dans le domaine des télécommunications et dans le contrôle à distance rendent toutefois le village redondant. Hydro-Québec fermera Labrieville en 1974.

### Barrages

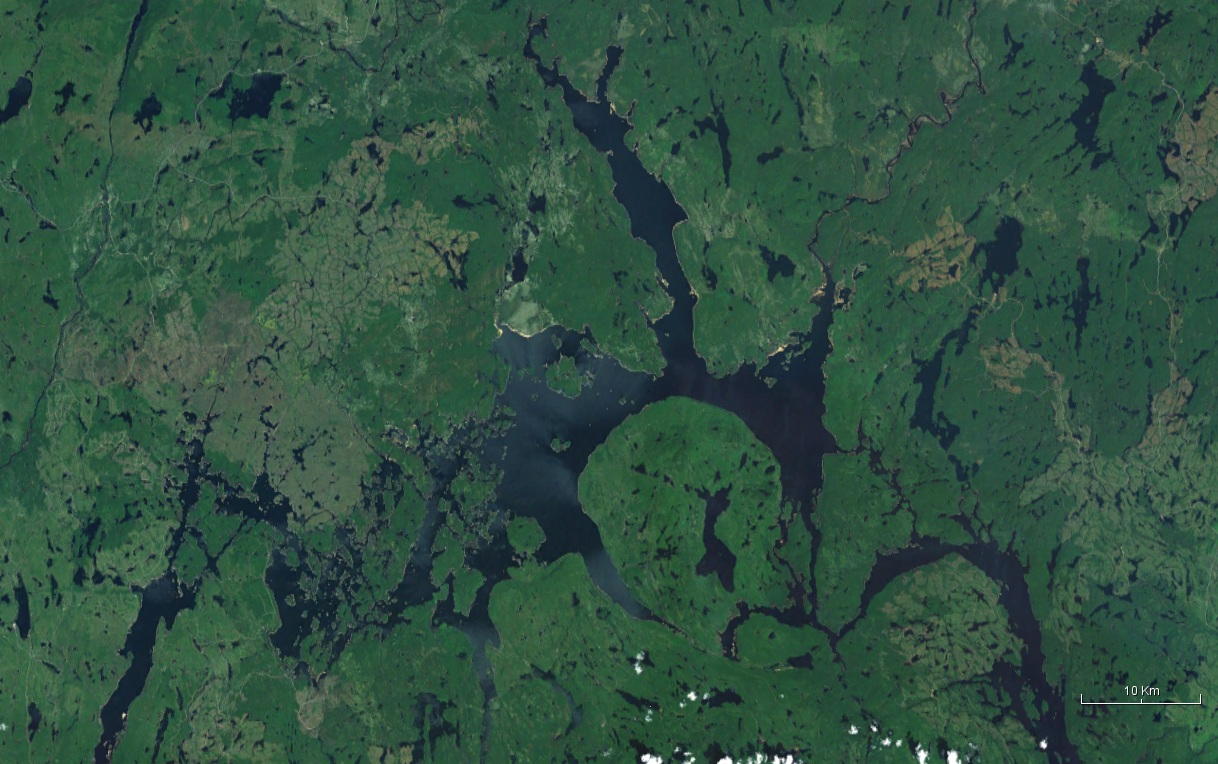
Le réservoir du lac Pipmuacan

La construction des barrages et des centrales électriques débute en octobre 1953. Deux structures en enrochement sont construites afin de créer un réservoir qui augmente la superficie des lacs Pipmuacan et Cassé à 750 km2: le premier, d'une longueur de 674 m et haut de 74 m, est construit entre deux montagnes qui ceinturent le Lac Cassé. Le second, d'une longueur de 315 m, permet de contrôler la rivière Desroches.
De grandes quantités d'argile ont nécessaires afin d'imperméabiliser le noyau des barrages. Une quantité suffisante a été trouvée à proximité par les ingénieurs chargés de l'avant-projet grâce à la perspicacité d'un groupe d'autochtones qui se rappelait avoir vu des castors utiliser un dépôt de glaise pour construire leurs propres barrages.
Une montagne située entre les deux barrages a été nivelée pour construire l'évacuateur de crues du réservoir. La conception des deux barrages est similaire au barrage Kenney construit en 1952 par Alcan dans le cadre de l'aménagement de Kemano, en Colombie-Britannique.

### Centrale
La centrale électrique souterraine est construite à 12 km du barrage principal. Une prise d'eau bétonnée d'un diamètre de 9,4 m a été creusée dans le granit du Bouclier laurentien pour acheminer l'eau à une culotte, où des conduites forcées alimentent les huit turbines de la centrale situées 267 m plus bas. Le tunnel a été creusé à un rythme moyen de 223 m par semaine.
La chambre d'équilibre a été taillée dans le roc et se trouve à 18 m en amont de la première conduite forcée. Un puits de 8 m s'élève à la verticale sur 95 m, pour rejoindre la chambre d'équilibre, profonde de 110 m et d'un diamètre de 26 m. Elle débouche en plein air sur une colline surplombant le village.
Les huit turbines Francis branchées à des alternateurs à 13,8 kilovolts sont situés dans une caverne longue de 171 m, large de 24 m et haute de 20 m. La galerie de fuite est parallèle à la centrale et rejette l'eau turbinée dans la rivière.

### Lignes électriques
La construction des lignes électriques devant acheminer la production de Bersimis à Québec et à Montréal a suscité un vif intérêt dans la presse spécialisée en plus de contribuer à la réputation internationale des ingénieurs d'Hydro-Québec, dont Jean-Jacques Archambault, puisque les deux lignes biternes à 315 kilovolts (kV) comptent parmi les premières à être construites à ce niveau de tension en Amérique du Nord. Le record  étant la ligne de 380 (kV) à Rommerskirchen en Allemagne qui a été mis en service le 5 octobre 1957. 
À partir de la centrale, les lignes partent en direction ouest pour atteindre la Rivière du Sault aux Cochons, où elles bifurquent vers le sud en suivant généralement la vallée. Quelques kilomètres avant l'embouchure, les lignes reprennent leur orientation sud-ouest en parallèle avec le Saint-Laurent et traversent le fjord du Saguenay près de Petit-Saguenay en une seule portée de 1,6 km, une caractéristique d'importance, puisque le Saguenay est une voie navigable.
Une troisième ligne de 315 kV a été construite pour relier les centrales de Bersimis à Baie-Comeau.

### Câbles sous-marins
L'installation de quatre câbles sous-marins de 55 km, reliant la péninsule de Manicouagan au poste électrique du village Les Boules à Métis-sur-Mer, s'avère toutefois difficile. Le plus gros câblier au monde, le navire Monarch de la Royal Mail nolisé par Hydro-Québec, installe quatre câbles de 8,25 cm (3,25 pouces) de diamètre distancés latéralement de 6,5 km (4 miles), pesant au total 2000 tonnes à une profondeur de 370 m. 
L'opération est compliquée par des vents violents et de hautes vagues, endommageant deux câbles. Une première tentative de mise sous tension est réalisée en décembre 1954, mais le circuit n'est entré en service qu'un an plus tard, en novembre 1955. Le réseau à 69 kV est finalement connecté à la Compagnie de Pouvoir du Bas-Saint-Laurent et peut commencer à alimenter la mine de cuivre de Murdochville.
Malgré un film documentaire de l'Office de publicité de la province de Québec qui mousse le caractère innovateur de ces câbles en 1956, la fiabilité du projet sème des doutes à compter de 1958, en raison de bris qui se multiplient. En 1959, des infiltrations d'eau dans la gaine de plomb provoquées par l'action des glaces et la corrosion provoquent des pannes répétées.
Les déboires du câble sous-fluvial créent des conflits au plus haut niveau au sein de la Commission. Les partisans du lien, représentés par le commissaire René Dupuis, et le camp des sceptiques, représenté par son collègue  Raymond Latreille, s'affrontent.   À la fin 1959, le personnel de la Commission recommande la construction, au coût de 6 millions $, d'une centrale thermique de relève de 36 MW pour garantir l'approvisionnement de la région durant l'hiver 1960-1961. L'affaire prend une tournure politique au printemps 1960, alors que le parti libéral propose l'abandon des câbles sous-marins et de la centrale thermique, pour plutôt proposer la construction d'une ligne qui transporterait l'électricité à partir de Lévis, sur la rive-sud. Impensable, invoque le gouvernement sortant, puisque le projet serait trop cher en plus d'être sujet au verglas et à la foudre.
La centrale thermique est inaugurée par le nouveau ministre des Ressources hydrauliques, René Lévesque, le 16 septembre 1960 et Hydro-Québec refuse un nouveau projet de réparation de deux des câbles et l'entreprise met fin définitivement à l'exploitation de la ligne sous-marine des Boules le 6 décembre 1961. Une ligne de transport de 360 km à 230 kV est construite en 1962 et 1963 au coût de 30 millions $. Les câbles de la ligne sous-marine seront retirés du lit du fleuve pour être démantelés.

### Conditions de travail
Des allégations concernant les mauvaises conditions de travail sur le chantier ont fait surface au début de 1954. Le journaliste Pierre Laporte publie une série de six articles sur la construction de Bersimis-1 dans le quotidien montréalais Le Devoir en janvier 1954. Dans ses textes, Laporte décrit les longs quarts de travail, l'insalubrité des camps temporaires, les mauvaises pratiques de gestion et des irrégularités dans l'attribution des contrats. La série d'articles, publiée quelques jours à peine après la mort de 10 ouvriers dans un accident de travail, le 22 janvier 1954, suscite la controverse dans l'enceinte de l'Assemblée législative. Inspiré par les textes du Devoir, le chef libéral Georges-Émile Lapalme accuse le gouvernement de Maurice Duplessis de laisser-aller et de mauvaise gestion.
Dans un mémoire de maîtrise en histoire déposé en 2009, Richard Landry conclut que la paie et les conditions de travail sur le chantier étaient comparables ou meilleures que celles du travailleur moyen au Canada à cette époque. Il souligne également que l'accident de 1954 incitera Hydro-Québec à mettre en place des mesures de santé et de sécurité axées sur la prévention.

## Exploitation et entretien

### Dérivation de la rivière Manouane
En 1994, Hydro-Québec a entrepris la réfection des huit groupes de la centrale. Le projet a été complété en 2003. Ce projet a été suivi en 2003 par la dérivation partielle de la rivière Manouane afin d'augmenter le débit d'eau par 30,8 m3/s et la production des deux centrales de Bersimis par 378 GWh. Le projet évalué à 50 millions de dollars comportait la construction d'un barrage en béton compacté roulé haut de 9 m et long de 90 m, un déversoir, trois digues et un canal de dérivation
La dérivation a suscité une certaine controverse. Le Bureau d'audiences publiques sur l'environnement (BAPE), qui a mené des audiences publiques en 2001, a conclu que le projet était « inacceptable » en raison de l'impact de la réduction du débit sur la population de ouananiche ainsi que sur les différents usages récréatifs et économiques de la rivière. Toutefois, le rapport du BAPE a été écarté par le ministre de l'Environnement André Boisclair, qui a autorisé le projet en octobre 2002.

### Prise d'eau et conduites forcées
Des inspections de la prise d'eau de 12 km réalisées en 1979, 1981 et 1983 ont démontré que les parois étaient enduites d'une substance visqueuse noire (vase) d'une épaisseur approximative de 5 mm. Ces dépôts réduisent la performance de la centrale d'environ 39 mégawatts. Entre 1993 et 1995, plusieurs méthodes, allant du nettoyage des surfaces à l'application de revêtements protecteurs, ont été testées afin de limiter l'impact de ces dépôts.
À l'automne 2007, Hydro-Québec a annoncé qu'elle étudiait la possibilité de creuser une deuxième prise d'eau entre le réservoir Pipmuacan et la centrale électrique, parce que le tunnel actuel est partiellement obstrué par des sédiments. Le projet de 200 millions de dollars a été reporté indéfiniment en 2009 puisqu'une analyse de la solution a démontré que les coûts étaient trop élevés par rapport aux gains de production prévus.